# A Love Like Ours
A Love Like Ours é o vigésimo oitavo álbum de estúdio da cantora estadunidense Barbra Streisand.  Foi lançado na América do Norte em 21 de setembro de 1999 e na Europa em 20 de setembro de 1999. Tornou-se o seu 23º álbum no Top 10 da parada Billboard 200.
Este foi o primeiro álbum de Streisand desde seu casamento com o ator James Brolin. Grande parte do material foi inspirado por este evento. Como tal, o encarte do disco contém imagens dela e de Brolin. A faixa "We Must Be Loving Right" foi gravada anteriormente por George Strait em seu álbum de 1993 Easy Come, Easy Go.
A capa do álbum mostra Barbra e Jim abraçados e de costas na praia. O co-executivo Jay Landers, disse a revista "Ice Magazine" que a capa era uma homenagem a capa do álbum People, que a cantora lançou em 1964. Tanto a capa original de Strait quanto a capa de Streisand foram produzidas por Tony Brown.
Dois singles foram lançados para promovê-lo. O primeiro deles foi "If You Ever Leave Me", um dueto com a estrela country Vince Gill que foi lançado nas rádios de música country. Ele alcançou a posição de número 62 na parada Hot Country Songs da revista Billboard e permaneceu na lista por 6 semanas. O segundo single foi o da faixa "I've Dreamed of You" que alcançou a posição de número 22 na parada Hot Single Sales da Billboard e número 12 na parada Hot Canadian Digital Singles.
O álbum obteve o sucesso de seus dois antecessores, estreando em 6º lugar na Billboard 200 com vendas de 145.000 cópias na primeira semana. Após esse feito, foi certificado como disco de ouro e depois de platina pela Recording Industry Association of America (RIAA).

## Lista de faixas
Créditos adaptados do site AllMusic.
| N.º | Título                                        | Compositor(es)                                          | Duração |  |
| 1.  | "I've Dreamed of You"                         | Rolf Lovland, Ann Hampton Callaway                      | 4:46    |  |
| 2.  | "Isn't It a Pity?"                            | George Gershwin, Ira Gershwin                           | 5:22    |  |
| 3.  | "The Island"                                  | Ivan Lins, Vitor Martins, Alan Bergman, Marilyn Bergman | 4:37    |  |
| 4.  | "Love Like Ours"                              | Dave Grusin, A. Bergman, M. Bergman                     | 3:59    |  |
| 5.  | "If You Ever Leave Me" (Dueto com Vince Gill) | Richard Marx                                            | 4:38    |  |
| 6.  | "We Must Be Loving Right"                     | Roger Brown, Clay Baker                                 | 3:37    |  |
| 7.  | "If I Never Met You"                          | Tom Snow, Dean Pitchford                                | 3:38    |  |
| 8.  | "It Must Be You"                              | Steve Dorff, Stephony Smith                             | 3:29    |  |
| 9.  | "Just One Lifetime"                           | Snow, Melissa Manchester                                | 4:18    |  |
| 10. | "If I Didn't Love You"                        | Bruce Roberts, Junior Miles                             | 4:18    |  |
| 11. | "Wait"                                        | Michel Legrand, A. Bergman, M. Bergman                  | 4:10    |  |
| 12. | "The Music That Makes Me Dance"               | Jule Styne, Bob Merrill                                 | 4:35    |  |

## Tabelas
| Tabela musical (1999)                 | Melhor posição |
| ------------------------------------- | -------------- |
| Austrália (ARIA)                      | 12             |
| Áustria (Ö3 Austria Top 40)           | 45             |
| Bélgica (Ultratop Valônia)            | 44             |
| Países Baixos (Dutch Charts)          | 36             |
| França (SNEP)                         | 36             |
| Alemanha (Offizielle Deutsche Charts) | 48             |
| Nova Zelândia (RMNZ)                  | 38             |
| Noruega (VG-lista)                    | 6              |
| Spain Album Charts                    | 44             |
| Suíça (Schweizer Hitparade)           | 39             |
| Reino Unido (UK Albums Chart)         | 12             |
| Estados Unidos (Billboard 200)        | 6              |

| Tabela musical (1999) | Posição  |
| --------------------- | -------- |
| US Billboard 200      | 170      |
| Chart (2000)          | Position |
| US Billboard 200      | 198      |

## Certificações e vendas
| País                  | Certificação | Vendas    |
| --------------------- | ------------ | --------- |
| Austrália (ARIA)      | Ouro         | 35,000    |
| Canadá (Music Canada) | Ouro         | 50,000    |
| Estados Unidos (RIAA) | Platina      | 1,000,000 |
| Reino Unido (BPI)     | Ouro         | 100,000   |